# Никола Луј де Лакај
Никола Луј де Лакај (фр. Nicolas-Louis de Lacaille; Римињи, 15. мај 1713 — Париз, 21. март 1762) је био француски астроном који је најпознатији по свом раду на каталогизацији звезда јужног неба. У његову част су названи кратер на Месецу „Ла Кај“ и астероид 9135 Лакај.

## Биографија
Де Лакај је рођен у Римињију (фр. Rumigny) у Арденима близу Ремса. Студије је почео у Нанту, а након што га је смрт оца оставила без средстава, војвода од Бурбона је финансирао његово школовање на теолошком париском Колеџу Лисе (фр. Collège de Lisieux), где је стекао звање ђакона..
По завршетку студија се у потпуности посветио науци, и добија своје прве послове захваљујући Жаку Касинију. Примљен је на Париску опсерваторију 1737. године. Први посао му је било мапирање обале између Нанта и Бајона. Задатак мерења француског лука меридијана између Перпињана и Денкерка је добио од Жака Касинија који је овај лук већ мерио 1718. године. Мерење је почело 1739. и трајало две године током којих је Де Лакај исправио многе неправилности које су се нашле у Касинијевом раду. Настављајући прорачуне у вези са дужином меридијанског лука, Де Лакај је показао и да је Земља заправо елипсоид, односно да је спљоштена на половима. Ово откриће му доноси пријем у Француску академију наука 1741. године. Такође, добија положај професора математике на Мазареновом колеџу где је опремио малу опсерваторију.
Слаба истраженост јужног неба га наводи да предложи експедицију на Рт добре наде на који се и упутио 1750. године. Експедиција је била изузетно плодотворна — током четири године мапирао је готово 10.000 звезда, направивши при томе 14 нових сазвежђа, израчунао паралаксе сунца и месеца те јужноафрички меридијански лук и тачне позиције ондашњих француских колонија — острва Маурицијус и Реинион.
По повратку у Париз и објављивању резултата, 1754. године је изабран и за иностраног члана Шведске академије наука. Међутим, пажња јавности му није пријала, па се повукао на Мазаренов колеџ где је наставио са радом.
Амбициозан пројекат одређивања тачног положаја звезда зодијака је отпочео 1760. године. Интензиван рад убрзао је његову смрт. Умро је од гихта 21. марта 1762. године у 49. години живота. Француски астроном Жером Лаланд је рекао да је током свог релативно кратког живота Де Лакај начинио више посматрања и прорачуна него сви остали астрономи његовог доба заједно. Квалитет Де Лакајевог рада једнаког је високог нивоа као и квантитет што му је у комбинацији са беспрекорним каракетром донело опште поштовање.

## Резултати
Никола Луј де Лакај је дао следеће доприносе:
- измерио је меридијански лук Француске и Јужне Африке
- одредио позиције Маурицијуса и Реиниона
- одредио позиције око 10.000 звезда јужне хемисфере
- дефинисао 14 нових сазвежђа (по правилу их је називао по научним инструментима)
- одредио удаљеност Марса, Сунца и Месеца тако што је израчунао њихову паралаксу
- израчунао таблице помрачења Сунца и Месеца за 1800 година унапред.

## Дела
- (1741)
- (1755)
- (1757), са стандардним каталогом 398 звезда
- (1758)
- (1763) са подацима о 10.000 звезда јужног неба и 14 нових сазвежђа
- (1763, објављено у склопу новог издања његове књиге Éphémérides)